# بوکونو
بوکونو (به لاتین: Bukowno) یک منطقهٔ مسکونی در لهستان است که در شهرستان اولکوش واقع شده‌است. بوکونو ۶۳٫۴۲ کیلومتر مربع مساحت و ۱۰٬۶۹۵ نفر جمعیت دارد.